# Talka
Talka (vitryska: Талька) är ett vattendrag i Belarus. Det ligger i den centrala delen av landet, 80 km sydost om huvudstaden Minsk.
I omgivningarna runt Talka växer i huvudsak blandskog. Runt Talka är det ganska glesbefolkat, med 29 invånare per kvadratkilometer.